# Naturschutzgebiet Laubholzbestand „Im Dümpel“
Das Naturschutzgebiet Laubholzbestand „Im Dümpel“ mit einer Größe von 7,17 ha liegt östlich von Dornheim im Stadtgebiet von Schmallenberg. Das Gebiet wurde 2008 mit dem Landschaftsplan Schmallenberg Nordwest durch den Hochsauerlandkreis als Naturschutzgebiet (NSG) ausgewiesen.

## Gebietsbeschreibung
Beim NSG handelt es sich zum Großteil um Rotbuchenwald mit einigen Eichen. Daneben es eine Sickerquelle in einem Eschenbestand. Von der Sickerquelle führt ein Bach aus dem NSG. 

## Tier- und Pflanzenarten im NSG
Im NSG kommen seltene Tier- und Pflanzenarten vor. Auswahl weiterer vom Landesamt für Natur, Umwelt und Verbraucherschutz Nordrhein-Westfalen dokumentierter Pflanzenarten: Berg-Ahorn, Bitteres Schaumkraut, Dreinervige Nabelmiere, Echtes Mädesüß, Echtes Springkraut, Fuchssches Greiskraut, Gegenblättriges Milzkraut, Gewöhnliche Goldnessel, Mauerlattich, Mittleres Hexenkraut, Roter Fingerhut, Ruprechtskraut, Wald-Schaumkraut, Wald-Ziest, Wasserdarm, Weiße Hainsimse, Winkel-Segge und Wolliges Honiggras.

## Schutzzweck
Das NSG soll den Wald mit seinem Arteninventar schützen.
Wie bei allen Naturschutzgebieten in Deutschland wurde in der Schutzausweisung darauf hingewiesen, dass das Gebiet „wegen der Seltenheit, besonderen Eigenart und Schönheit des Gebietes“ zum Naturschutzgebiet wurde.